# 高濱正朋
高濱正朋（たかはままさとも、1985年12月2日 - ）は日本の俳優である。東京都出身。身長176cm、血液型B型。サンミュージックブレーン所属

## 略歴
サンミュージックアカデミー（SA）東京校出身（5期生）。芸能界入りのキッカケは、母が養成所に書類を送ったことからと雑誌のインタビューで答えている。現在は鳥貴族の店長をしている。

## 出演

### テレビドラマ
- MAYA 真夜中の少女（日本テレビ）
- それは、突然、嵐のように…（TBS）
- 新・いのちの現場から（TBS・MBS）
- オレンジデイズ（TBS）
- Deep Love（テレビ東京）
- 3年B組金八先生（TBS）
- 積木くずし真相〜あの家族、その後の悲劇〜（フジテレビ）
- ガチバカ!（TBS）
- CAとお呼びっ!（日本テレビ）
- アンナさんのおまめ（テレビ朝日）
- セーラー服と機関銃（TBS）
- アキハバラ@DEEP（TBS）
- 潜入刑事 らんぼう2（日本テレビ）
- 世にも奇妙な物語 春の特別編 (2007年)〜回想電車〜（フジテレビ）
- 24時間テレビ「君がくれた夏」（日本テレビ）
- おいしいごはん 鎌倉・春日井米店（テレビ朝日）
- ごくせん（日本テレビ）
- キャットストリート（NHK）
- 湯けむりバスツアー 桜庭さやかの事件簿（TBS）
- アタシんちの男子（フジテレビ）
- ハンチョウ〜神南署安積班〜（TBS）
- ナサケの女〜国税局査察官〜（テレビ朝日）
- よろず占い処 陰陽屋へようこそ（関西テレビ）

### バラエティー
- おはスタ（テレビ東京） - ハイパーヨーヨー・DJマサとして出演

### 映画
- アネモネ（原尚子監督）
- Deep Love（yoshi監督）
- ちいさな恋のものがたり（萩原将司監督）
- 小森生活向上クラブ（片嶋一貴監督）

### CM
- 日清食品「麺職人」（2002年9月 - ）
- サントリー「BOSSレインボーマウンテン」（2007年1月 - ）

### 舞台
- 劇団笑主義「アゲイン〜死球を超えて〜」
- 「光る島〜長谷川平蔵と人足寄場物語〜」

### WEBドラマ
- GyaO「Love Bridge」

### テレビアニメ
- Infini-T Force （2017年 日本テレビ）ダミアン・グレイのモーションアクター

### 雑誌
- Wink up8月号